# Autoroute ferroviaire alpine
Pour les articles homonymes, voir AFA.
L'autoroute ferroviaire alpine (AFA) est un service de transport de camions sur wagons spéciaux circulant sur une distance de 175 km entre la France et l'Italie par le tunnel ferroviaire du Mont-Cenis.

## Histoire
Ce service, exploité depuis le 4 novembre 2003 par une société de droit privé, Autostrada ferroviaria alpina, filiale commune de la SNCF et de Trenitalia, offre de quatre à cinq navettes du lundi au samedi matin entre deux plates-formes de chargement situées à Aiton-Bourgneuf dans la vallée de la Maurienne (Savoie) et Orbassano (banlieue de Turin). Compte tenu du gabarit limité de la ligne au commencement du service et jusqu'à la fin 2007, seuls les camions-citernes pouvaient bénéficier de ce service.
L'autoroute ferroviaire alpine est subventionnée, avec l'accord de l'Union européenne, par les États français et italien pour une période expérimentale jusqu'en 2006, prolongée en fait jusqu'en 2017. À l'automne 2008, le taux de remplissage approchait les 100 % pour quatre navettes quotidiennes. Malgré la forte baisse d'activité dans le transport de marchandises (tant ferroviaire que routier), le cent millième camion a été transporté en juillet 2009, et le taux de remplissage reste relativement élevé (au-dessus de 70 %).
À la suite de l'incendie dans le tunnel routier du Fréjus du 4 juin 2005, qui a conduit à la fermeture du tunnel et à la réduction radicale des capacités de transit routier dans les Alpes franco-italienne, notamment pour les transports de matières dangereuses interdits dans le tunnel du Mont-Blanc, diverses mesures sont envisagées pour augmenter la capacité du service, en particulier la mise en place d'une cinquième navette quotidienne. Parmi les contraintes rencontrées, il y a celle de la capacité de la ligne, à l'époque exploitée en voie unique temporaire dans le tunnel du Fréjus du fait des travaux en cours, et la nécessité d'assurer la permanence du trafic ferroviaire existant, tant voyageurs que fret classique et transport combiné.
Le trafic a franchi, en 2010, les 25 000 poids lourds annuels transportés, ce qui constitue sa fréquentation record. En 2010, la part des trafics non-accompagnés a représenté 71 % des chargements et 41 % des utilisateurs ont profité de l’autorisation de circuler à 44 tonnes. Les matières dangereuses ont représenté 43 % des trafics de l’AFA, c’est-à-dire un quart des poids-lourds de marchandises dangereuses franchissant les Alpes au Fréjus. En 2016, les presque 30 000 véhicules transportés représentent plus de 500 000 tonnes de marchandises, soit 2 % du volume traversant les Alpes du Nord.
Après un premier échec de mise en concession en 2009, une consultation est rouverte en 2017 pour l'année suivante.

## Matériel roulant
Les wagons de type Modalohr ont été conçus et construits par la société alsacienne Lohr Industrie. Ce sont des wagons surbaissés à plate-forme pivotante permettant le chargement simultané de toute la rame. Ils peuvent embarquer les camions complets (tracteurs + remorques décrochées) ou les remorques seules, non accompagnées, à l'instar du transport combiné rail-route classique.
Ces wagons sont tractés par la série de BB 36000 destinées à l'Italie, les BB 36200-300. En ce qui concerne les routiers, ces derniers ont en principe à leur disposition une voiture pour voyager avec le convoi.

Trains de l'autoroute ferroviaire à Saint-Michel-de Maurienne
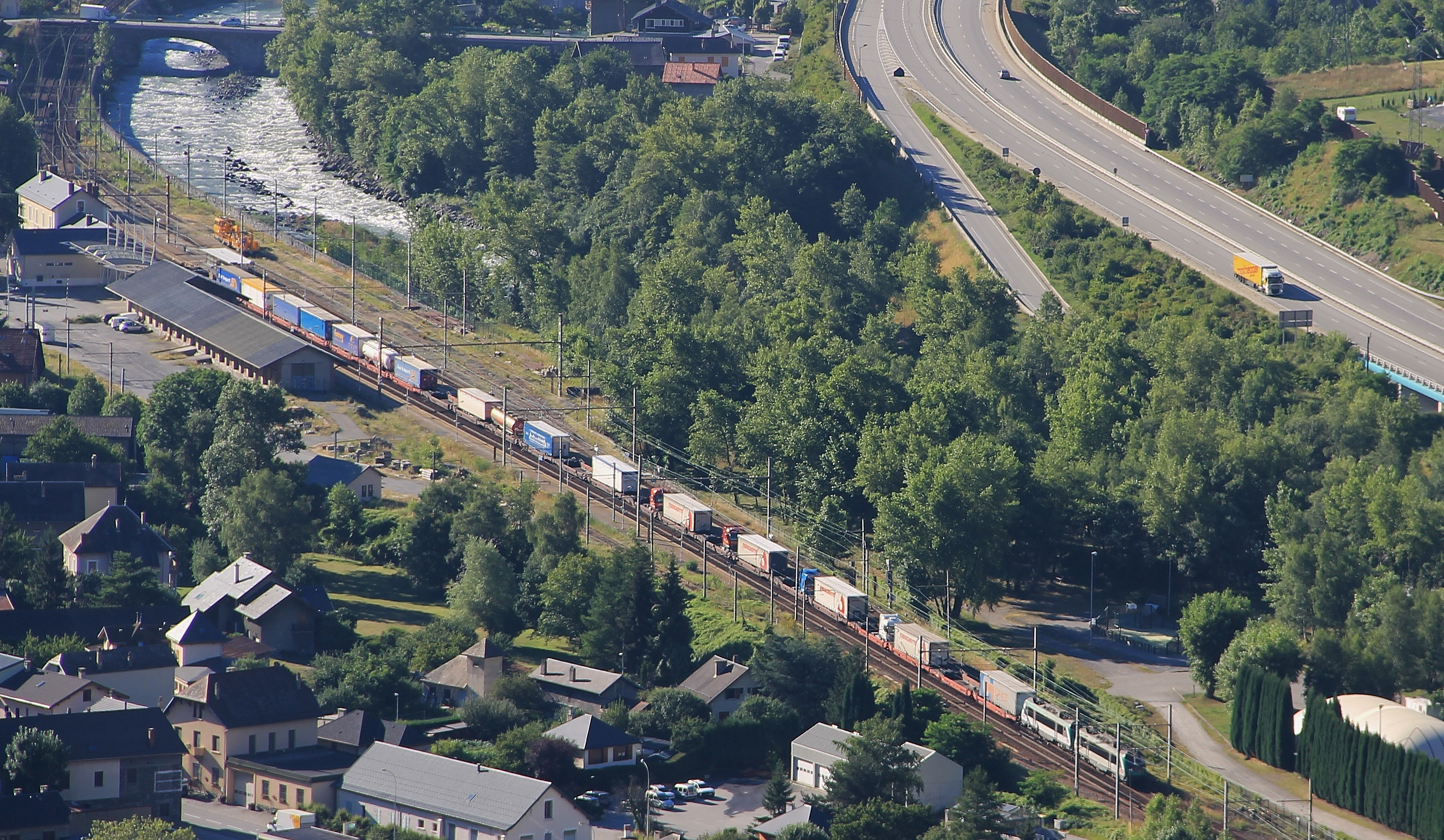
Train de l'autoroute ferroviaire alpine (sans voiture pour les chauffeurs) descendant vers Saint-Jean-de-Maurienne
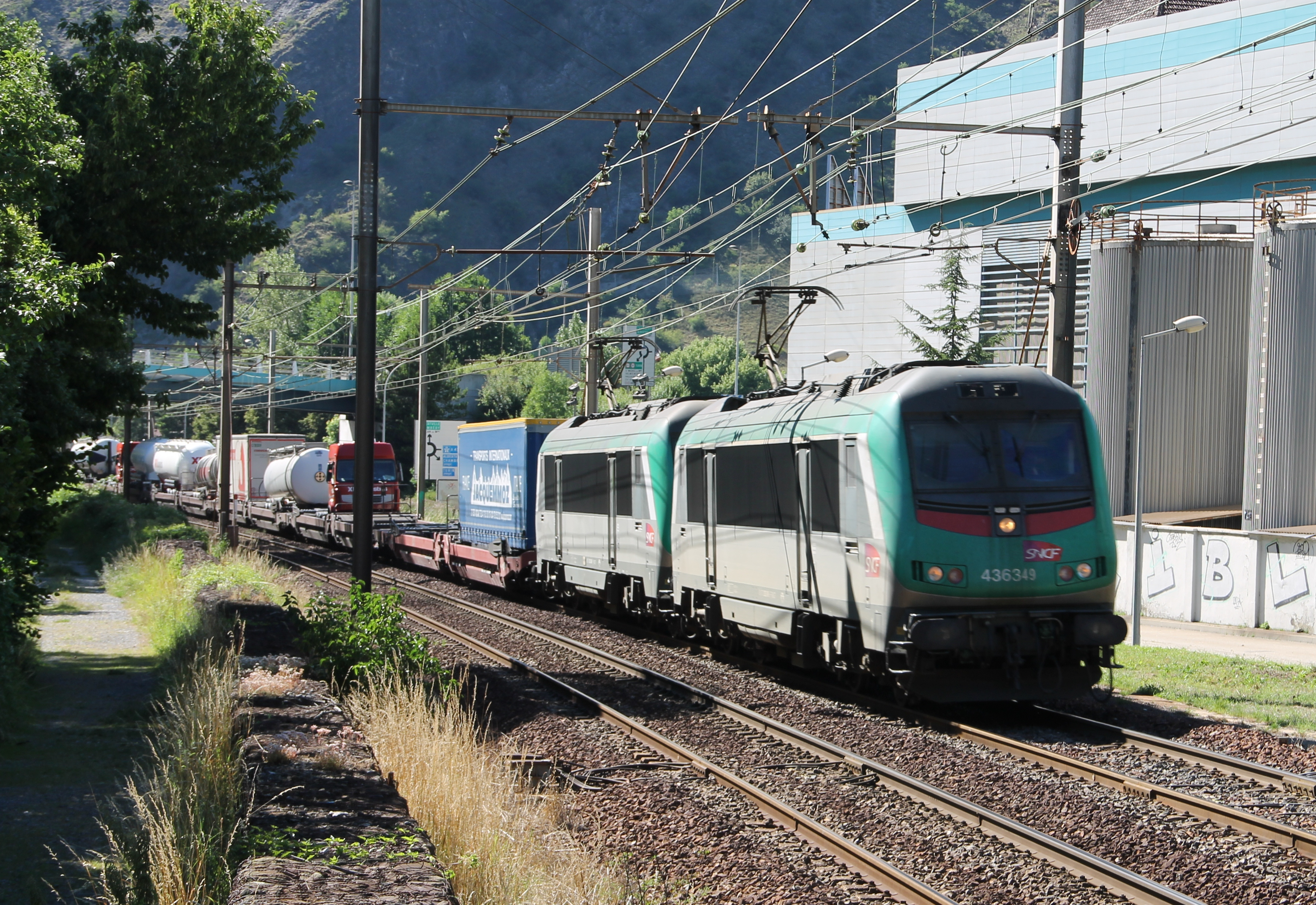
Train montant vers l'Italie à Saint-Michel-de-Maurienne
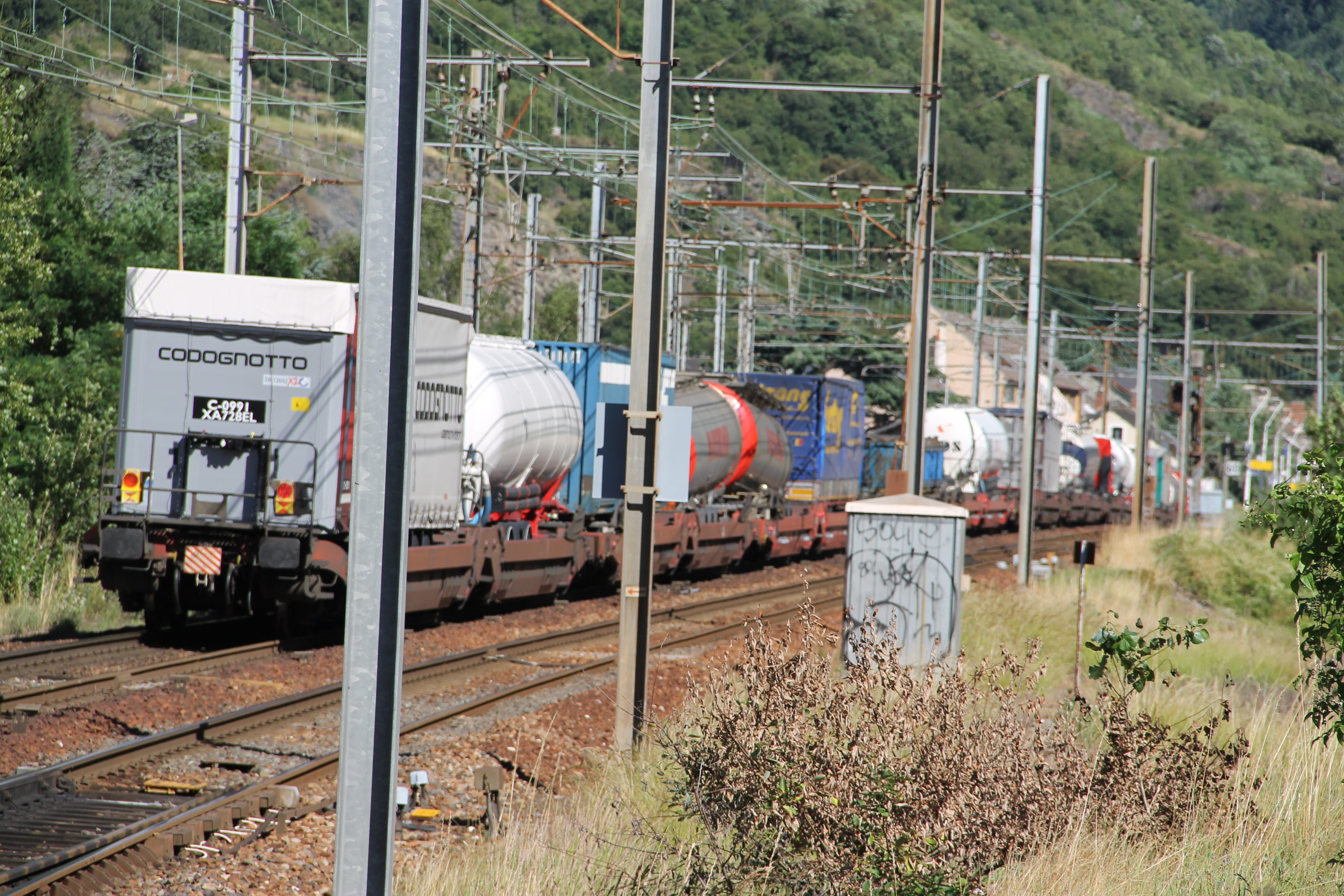
Train montant vers l'Italie dans la rampe avant la gare de Saint-Michel-Valloire